# Grombelardzka legenda
Grombelardzka legenda – powieść z gatunku fantasy, napisana przez Feliksa W. Kresa, wydana w 2000. Jest trzecią częścią „Księgi Całości” tego autora. Akcja rozgrywa się na północnym wschodzie Szereru – w Grombelardzie. Główną bohaterką jest A.J.Karenira, zwana Łowczynią oraz Królową Gór (po grombelardzku Base-Krehiri), w czasie małżeństwa nazywała się A.B.D.Karenira. W książce zostały wykorzystane wcześniejsze utwory tego pisarza, opublikowane w „Prawie sępów” (1991) i „Sercu Gór” (1994). Feliks W. Kres przeredagował je dostosowując do cyklu „Księga Całości”.
Powieść zdobyła Nagrodę czytelników miesięcznika „Sfinks” w kategorii Najlepsza Powieść Roku (2001) oraz nominację do Nagrody im. Janusza A. Zajdla dla Najlepszej Powieści Roku (2001).

## Streszczenie
Powieść rozpoczyna list kronikarza C.Zerizesa do Pierwszej Namiestniczki Najwyższego Sędziego Trybunału Imperialnego w Grombie N.R.M.Wereny. Kronikarz wyjaśnia w nim, że po dwóch latach jakie dała mu Namiestniczka na zebranie jak największej ilości danych dotyczących życia „wiadomej Osoby”, dostarcza jej wszystkie materiały które zgromadził.

### – Księga pierwsza: Serce gór –

#### Prawo sępów (czyn wojownika)
Nadsetnik miejskiego garnizonu w Badorze, Argen, wysyła młodą armektańską łuczniczkę, Karenirę, do znajdującego się w górach Dorlana-Przyjętego. Przydziela pod jej komendę kilku żołnierzy. Na szlaku spotykają kota L.S.I.Rbita, który ostrzega ich przed stadem sępów. Żołnierze chcą nakłonić dowódczynię do powrotu do Grombu, ale uparta łuczniczka, po kłótni, rusza w dalszą drogę sama. Żołnierze postanawiają iść za nią. Spotkanie z sępami kończy się tragicznie: Karenirze ptaki wydłubują oczy, a dziesiętnik po upadku ze skały zostaje sparaliżowany. Na miejscu pojawiają się L.S.I.Rbit i Dorlan. Konający dziesiętnik prosi Dorlana o przekazanie swych oczu dziewczynie, bo jemu już nie będą potrzebne. Dorlan spełnia prośbę.

#### Przełęcz Mgieł
B.E.R.Linez prosi komendanta Legii Grombelardzkiej w Grombie, R.W.Ambegena, o udzielenie pomocy swojemu synowi Ovetenowi. Oveten wyrusza, w wielkiej tajemnicy, do Dna Morza w pobliżu Złego Kraju po dużej ilości Geerkoto. Ambegen proponuje mu wynajęcie Kareniry jako przewodniczki. W górach ich śladem podążają zbóje dowodzeni przez Kagę, towarzyszy im L.S.I.Rbit. Komendant Ambegen chcąc chronić wyprawę, jednocześnie nie demaskując jej, wysyła na szlak doborowy oddział żołnierzy. Rbit rusza na zwiady w stronę starej twierdzy. Nocą żołnierze Ambegena pokonują oddział Kagi. Nad ranem żołnierze Ovetena napadają na obóz zbójów, gdzie przebywali już wysłannicy Ambegena. Oveten bierze tych, którzy przeżyli atak do niewoli. W twierdzy kot znajduje Geerkoto Ovetena. Oveten pertraktuje z Rbitem o podziale Porzuconych Przedmiotów. Kaga i dziesiętnik Maveder walczą między sobą o życie swoich ludzi. Kaga wygrywa i zabija żołnierzy Ambegena. Karenira nie przyjmuje swojej części Geerkoto, chce aby przekazane zostały rodzinom poległych żołnierzy. Kaga rzuca otrzymane Geerkoto pod nogi Ovetena mówiąc: „Ten dziesiętnik służył w Badorze, więc oddaj to w badorskim garnizonie! Powiedz, że spotkałeś rozbójniczkę, która z powodu tych śmieci zabiła dobrego żołnierza!"

#### Prawo gór
Karenira mówi tysięcznikowi Argenowi, że w Czarnym Lesie sępy przetrzymują kilku jego ludzi. Namawia go do wyprawy. Na miejscu okazuje się, że nie ma tam żadnych żołnierzy. Nawiązuje się walka z ptakami. Sępy zaczynają wpływać na umysły wojów, a potem ich zabijać. Argenowi powoli wymyka się kontrola nad oddziałem, wkrótce sam zaczyna tracić zmysły. Słychać śmiech Kareniry strzelającej do sępów.

#### Czarne miecze
Setnik z Grombu, L.F.Gold, porywa z Rollayny A.B.D.Leynę, siostrę przyjaciela Golda, A.B.D.Baylaya. Setnik chce, aby pomogła bratu, odwodząc go od decyzji którą podjął – Baylay pragnie dostać się do Złego Kraju po swoją byłą żonę, porwaną przez Brule'a-Przyjętego. W Grombelardzie spotykają czekających na Golda legionistów i oddział rusza do Bezimiennego Obszaru. Leyna namawia jednego z żołnierzy do pomocy w ucieczce. Ucieczka zostaje przerwana zanim na dobre się rozpoczęła. Między legionistami dochodzi do starcia, które kończy się bardzo krwawo, wielu z nich ginie, umiera także A.B.D.Leyna. Tymczasem w górach Baylay spotyka Łowczynię i wynajmuje ją na przewodniczkę. Do Baylaya i Kareniry dołącza Dorlan. W Obszarze rozdzielają się, Dorlan wyrusza na spotkanie z Brulem. Mędrcy-Przyjęci rozmawiają o pomyśle Brule'a, polegającym na stworzeniu istoty łączącej moce Szerni i Aleru, ma mu w tym pomóc spłodzona pod niebem Aleru żona Baylaya, która wkrótce urodzi to niezwykłe dziecko. Dorlan uważa pomysł za szalony, żąda uwolnienia kobiety, Brule odmawia i mędrcy walczą ze sobą. Dorlan przegrywa i wkrótce umiera. Cudowne dziecko rodzi się martwe. Brule wpada w szał i odchodzi zostawiając kobietę. Karenira rusza do twierdzy Brule'a. Znajduje tam wyczerpaną żonę Baylaya i zabija ją, sama zostaje zaatakowana przez psy, ratuje ją Baylay i leczy w twierdzy. Pomaga mu, przybyły na chwilę Brule. Wmawia Baylayowi, że jego żona została zagryziona przez psa.

#### Królowa Grombelardu
Po roku spędzonym w Dartanie, Karenira wraca do Grombelardu. W zajeździe „Pogromca” spotyka przebranych za legionistów zbójów. Pokonuje ich w walce, a jednego wiezie do garnizonu w Riksie. Karenira ostrzega zastępcę komendanta w Riksie, N.V.Egedena, o planowanym napadzie na „Pogromcę”. Żołnierze wysłani do obrony zajazdu spóźniają się, ale „Pogromca” został tylko lekko uszkodzony. Egedevan zdradza Karenirze, że w napadzie uczestniczył L.S.I.Rbit. Karenira nie chce w to uwierzyć i rusza do Grombu spotkać się kotem. Tymczasem Edegevan gości R.W.Sottena, Drugiego Namiestnika Najwyższego Sędziego Trybunału. Sotten zdradza, że zbójów udawali imperialni żołnierze. Wojna z rozbójnikami ma przybierać na sile. Karenira spotyka się w Grombie z Rbitem i J.I.Glormem, hersztem rozbóników, zwanym Królem Gór, którzy pomagają jej dostać się na dwór Przedstawiciela Cesarza. Karenira spotyka się z N.R.M.Ramezem, Przedstawicielem Cesarza w Grombie i namawia go do wstrzymania działań wojennych. Glorm i Rbit opuszczają Grombelard, nowym hersztem zostaje Kaga.

### – Księga druga: Wstęgi Aleru –

#### Prolog: Korona Shergardów
Vilan, przed śmiercią, zdradza Łowczyni pewną tajemnicę. Karenira postanawia wybrać się do miejsca o którym mówił Vilan. Kaga i jej oddział ucieka przed „Mordercami z Rahgaru” – doborową jednostką kotów. Żołnierze systematycznie zabijają rozbójników. Grupa Kagi maleje. Nocą rozgrywa się bitwa, ginie cały oddział Kagi. Rano Karenira odwiedza pole bitwy. W czasie rozmowie z Kagą orientuje się, że Vilan ją oszukał. Wysłał ją tu tylko po to aby pomścić jego śmierć (zginął z rąk Kagi). Kobiety walczą. Kaga wygrywa. Koty nie pozwalają zabić Łowczyni, dają Kadze dobę na ucieczkę. Karenira podąża za nią. Na drugi dzień znów walczą. Łowczyni, mimo że ranna, bez trudu pokonuje Kagę. Wyjaśnia jej, że nie ma ochoty mścić się za Vilana, a wcześniej dała się pokonać tylko po to, aby uwolnić ją od kotów.

#### Część pierwsza: Władczynie świata
We wsi Jar pojawia się Gotah-Przyjęty. Pojawił się tam na zaproszenie Kagi, która opowiada mu, o planie Brule'a. Szykujący się do śmierci Brule nadal chce swojego potomka, który połączy moce Szerni i Aleru. Wykorzysta szczątki Aleru leżące w Czarnym Lesie, a urodzi go kobieta naznaczona przez Aler (można ją rozpoznać po paśmie siwych włosów). Gotah nie chce w to uwierzyć. Tymczasem u miecznika Haaghena pojawia się Łowczyni. Trudno z nią nawiązać jakikolwiek kontakt, zachowuje się jak obłąkana, straciła mowę, ma także pasemko siwizny we włosach. Haaghen postanawia jej pomóc. Spotyka się z księciem Ramezem i opowiada mu, co się stało Łowczyni. Wkrótce Brule porywa żonę Rameza (która posiada pasemko siwych włosów), ciągnie ją do Czarnego Lasu. Gotah spotyka się z Księcem i przekazuje informację od Kagi: sama zdoła pokonać Brule'a i nie chce interwencji legionistów. Przywraca Karenirze rozum, ale jest zbyt oszołomiona aby od razu odzyskać pełną sprawność. Ramez rusza z wojskiem. W Czarnym Lesie znajdują umierającego Brule'a. Okazuje się, że przed porwaniem Księżna zaszła w ciążę i Brule nic nie zdołał zrobić.

#### Część druga: Wiatr i deszcz
Karenira opuszcza dwór księcia Rameza. Okazuje się, że Kaga wyznaczyła nagrodę za jej głowę. Raner ofiaruje Łowczyni  pomoc. Razem wyruszają do Jaru, gdzie mieszka kaleka twierdzący, że zna Łowczynię i, ze pomagał jej pokonać Brule'a. Łowczyni nie pamięta tamtych wydarzeń. Tymczasem w Jarze jest więziona Kaga. Uwalnia ją oddział „Morderców”. Koty chcą znaleźć kalekę, który uwięził Kagę i podobno był uczniem Brule'a, a teraz zamierza kontynuować jego dzieło wykorzystując leżące w Grombelardzie Wstęgi Aleru. Karenira i Raner docierają do Jaru. W wiosce znajdują ciała kotów. Jest tam także kaleka. Okazuje się być sępem w ciele człowieka. Zabija Ranera i Karenirę.

#### Część trzecia: Prawa Całości
Ramez ciągle przesiaduje w swoim pokoju nad księgami. Cały czas analizuje księgi o Szerni. Werena ma tego dość, wręcza mu list rozwodowy. Imperator mianuje ją Pierwszą Namiestniczką Najwyższego Sędziego Trybunału Imperialnego.
W Jarze pojawia się nieśmiertelny garbus – strażnik Praw Całości. Rozmawia z kaleką – człowiekiem, a jednocześnie ostatnim sępem w Szererze. Kaleka wyjawia mu swoje plany co do wskrzeszenia Srebrnej Wstęgi Aleru leżącej w Gromelardzie. Potrzebował będzie do tego Werenę. Garbus odwiedza Werenę, mówiąc, że jeśli nie wyruszy z nim w góry, Ramez zginie. Tymczasem Werena ma swój własny plan. Doskonale rozpracowała intencje garbusa i przechytrzyła go, nie tylko udaremniając poruszenie Wstęgi, ale również odzyskując męża. Garbusowi urządziła więzienie w piwnicach pałacu, który następnie został zburzony, przykrywając ruinami nieśmiertelnego. Sęp w Jarze został odcięty od świata – legioniści strzegli wszystkich dróg. Nikt nie mógł mu przynieść jedzenia, sam będąc kaleką nie mógł stamtąd uciec. Zmarł z głodu.
Powieść kończy list Gotaha-Przyjętego do Wereny, w którym krytycznie odnosi się do niektórych faktów umieszczonych w dwóch księgach spisanych przez kronikarza Zerizesa.

## Odbiór i analiza
Powieść zdobyła Nagrodę czytelników miesięcznika „Sfinks” w kategorii Najlepsza Powieść Roku (2001) oraz nominację do Nagrody im. Janusza A. Zajdla dla Najlepszej Powieści Roku (2001).
Przemysław Rojek uznał Grombelardzką legendzę za najlepszą część cyklu, pisząc, że "należy [jej] się w dziejach najnowszej polskiej literatury miejsce niepomiernie bardziej poczesne niż to, które zajmuje".